# Viviennea schistaceus
Viviennea schistaceus är en fjärilsart som beskrevs av Rothschild 1910. Viviennea schistaceus ingår i släktet Viviennea och familjen björnspinnare. Inga underarter finns listade i Catalogue of Life.